# حق قسم
قَسم، که به حق قسمت، حق هم‌خوابی و حق شب‌خوابی هم  معروف است، یکی از حقوق مشترک زن و شوهر در هنگام ازدواج در اسلام است. 
بر اساس نظر مشهور در فقه امامیه شوهر وظیفه دارد در هر چهار شب دست‌کم یک شب را با همسر خود هم‌بستر شود. این حق به محض ازدواج شروع و هر چهار شب یک بار به‌طور منظم تکرار می شود. به این ترتیب اگر مردی چهار زن داشته باشد همهٔ شب‌هایش در اختیار همسرانش است. آن‌چه در این حق واجب است خوابیدن در کنار هم در یک بستر است و نه آمیزش جنسی. به بیان محقق حلی در شرائع‌الاسلام که بسیاری دیگر از فقها هم آن را تکرار کرده‌اند: «واجب در حق قسمت، مضاجعه است نه مواقعه» چون حق آمیزش هر چهار ماه یک بار است. این همخوابی باید در شب انجام شود مگر در مورد شخصی که شب‌کار است مانند نگهبان.
برخی معتقدند که حق قسم فقط در زمان چندزنی ایجاد می‌شود و در صورت تک‌همسری قسم واجب نیست. محقق حلی هم این نظریه را اَشبَه (سازگارتر با اصول مذهب) ذکر کرده، در جواهرالکلام نیز آمده که ظاهر ِ نوشتهٔ شیخ مفید در مقنعه، شیخ طوسی در نهایه، ابن زهره در غنیه، سعید در جامع الشرایع و همینطور صراحت کلام ابن حمزه در وسیله بر این نظریه است. خمینی هم در تحریرالوسیله همین نظریه را قوی‌تر ذکر می‌کند و حق قسم را برای مردی که فقط یک زن دارد نمی‌پذیرد؛ «کسی که یک همسر دارد آن همسر حق شبخوابی و همخوابی در همه شبها را ندارد، بلکه بنابر اقوی در چهار شب یکبار هم حق ندارد، تنها حقی که دارد این است که از او دوری نکند بطوریکه معلوم نباشد او شوهر دارد یا شوهرش طلاقش داده این آن مقدار لازم است».
محقق حلی در شرائع می‌نویسد که اگر شخصی هم همسر آزاد و هم همسر کنیز داشته باشد برای همسر آزاد باید دو شب و برای کنیز باید یک شب اختصاص دهد. حکم همسر اهل کتاب هم مثل همسر کنیز است، برای مسلمه دو شب و اهل کتاب یک شب. اما برای کنیز ملکی که با او آمیزش می‌شود حق قسمی وجود ندارد. خمینی نیز در تحریرالوسیله می‌نویسد صغیره (دختر نابالغ)، دیوانه و همچنین زن ناشزه (زنی که از شوهر تمکین نکند) از این حق محرومند. همچنین حق قسمت و حق همخوابی در سفر ساقط است و بر شوهر واجب نیست آنرا قضا کند.
همچنین پس از ازدواج اگر همسر دختر باکره باشد ۷ شب پیاپی حق همخوابی اختصاصی پس از عقد دارد و اگر ثیبه (غیرباکره) باشد ۳ شب حق همخوابی دارد.

## در قرآن
در آیهٔ ۵۱ سورهٔ احزاب محمد، پیامبر اسلام، از رعایت این حق بین همسرانش معاف شده‌است و او می‌توانسته شب‌هایش را به دلخواه بین زنان خود تقسیم کند.
مهمترین دلیل شرعی اثبات این حق آیهٔ ۱۸ سورهٔ نسا است که مردان را به «حسن معاشرت» با زنانشان (وعاشروهن بالمعروف) امر می‌کند.